# Nicaragua op de Olympische Zomerspelen 2008
Nicaragua nam deel aan de Olympische Zomerspelen 2008 in Peking, China.
Nicaragua debuteerde op de Zomerspelen in 1968 en deed in 2008 voor de tiende keer mee. Net als bij de vorige negen deelnames won Nicaragua geen medaille.

## Deelnemers en resultaten

### Atletiek
| Olympiër         | Discipline | Resultaat | Prestatie              |
| ---------------- | ---------- | --------- | ---------------------- |
| Juan Zeledon     | 200m (m)   | 60e       | serie 5: 9de in 23,39  |
|                  |            |           |                        |
| Jessica Aguilera | 100m (v)   | 72e       | serie 6: 8ste in 13,15 |

### Gewichtheffen
| Olympiër     | Discipline | Resultaat | Prestatie                                                  |
| ------------ | ---------- | --------- | ---------------------------------------------------------- |
| Karla Moreno | -48kg (v)  | 11e       | trekken: 11de met 65kg stoten: 11de met 85kg totaal: 150kg |

### Schietsport
| Olympiër        | Discipline                 | Resultaat | Prestatie                                              |
| --------------- | -------------------------- | --------- | ------------------------------------------------------ |
| Walter Martínez | 10m luchtgeweer (m)        | 50e       | kwalificatie: 50ste met 569 punten (95-95-98-94-94-93) |
| Walter Martínez | 50m geweer 3 houdingen (m) | 55e       | kwalificatie: 55ste met 576 punten (96-96-92-96-99-97) |

### Zwemmen
| Olympiër            | Discipline         | Resultaat | Prestatie             |
| ------------------- | ------------------ | --------- | --------------------- |
| Omar Núñez          | 50m vrije slag (m) | 72e       | serie 1: 3de in 26,00 |
|                     |                    |           |                       |
| Dalia Torrez Zamora | 50m vrije slag (v) | 53e       | serie 6: 3de in 27,81 |

Afghanistan · Albanië · Algerije · Amerikaanse Maagdeneilanden · Amerikaans-Samoa · Andorra · Angola · Antigua en Barbuda · Argentinië · Armenië · Aruba · Australië · Azerbeidzjan · Bahama's · Bahrein · Bangladesh · Barbados · België · Belize · Benin · Bermuda · Bhutan · Bolivia · Bosnië en Herzegovina · Botswana · Brazilië · Britse Maagdeneilanden · Bulgarije · Burkina Faso · Burundi · Cambodja · Canada · Centraal-Afrikaanse Republiek · Chili · China · Chinees Taipei · Colombia · Comoren · Congo-Brazzaville · Congo-Kinshasa · Cookeilanden · Costa Rica · Cuba · Cyprus · Denemarken · Djibouti · Dominica · Dominicaanse Republiek · Duitsland · Ecuador · Egypte · El Salvador · Equatoriaal-Guinea · Eritrea · Estland · Ethiopië · Fiji · Filipijnen · Finland · Frankrijk · Gabon · Gambia · Georgië · Ghana · Grenada · Griekenland · Groot-Brittannië · Guam · Guatemala · Guinee · Guinee‑Bissau · Guyana · Haïti · Honduras · Hongarije · Hongkong · Ierland · IJsland · India · Indonesië · Irak · Iran · Israël · Italië · Ivoorkust · Jamaica · Japan · Jemen · Jordanië · Kaaimaneilanden · Kaapverdië · Kameroen · Kazachstan · Kenia · Kirgizië · Kiribati · Koeweit · Kroatië · Laos · Lesotho · Letland · Libanon · Liberia · Libië · Liechtenstein · Litouwen · Luxemburg · Macedonië · Madagaskar · Malawi · Malediven · Maleisië · Mali · Malta · Marshalleilanden · Marokko · Mauritanië · Mauritius · Mexico · Micronesië · Moldavië · Monaco · Mongolië · Montenegro · Mozambique · Myanmar · Namibië · Nauru · Nederland · Nederlandse Antillen · Nepal · Nicaragua · Nieuw-Zeeland · Niger · Nigeria · Noord-Korea · Noorwegen · Oeganda · Oekraïne · Oezbekistan · Oman · Oostenrijk · Oost‑Timor · Pakistan · Palau · Palestina · Panama · Papoea-Nieuw-Guinea · Paraguay · Peru · Polen · Portugal · Puerto Rico · Qatar · Roemenië · Rusland · Rwanda · Saint Kitts en Nevis · Saint Lucia · Saint Vincent en Grenadines · Salomonseilanden · Samoa · San Marino · Sao Tomé en Principe · Saoedi-Arabië · Senegal · Servië · Seychellen · Sierra Leone · Singapore · Slovenië · Slowakije · Soedan · Somalië · Spanje · Sri Lanka · Suriname · Swaziland · Syrië · Tadzjikistan · Tanzania · Thailand · Togo · Tonga · Trinidad en Tobago · Tsjaad · Tsjechië · Tunesië · Turkije · Turkmenistan · Tuvalu · Uruguay · Vanuatu · Venezuela · Verenigde Arabische Emiraten · Verenigde Staten · Vietnam · Wit-Rusland · Zambia · Zimbabwe · Zuid-Afrika · Zuid-Korea · Zweden · Zwitserland
Uitgesloten van deelname: Brunei